# Campeonato Mundial Femenino de Balonmano de 1962
El II Campeonato Mundial de Balonmano Femenino se celebró en Rumanía entre el 7 y el 15 de julio de 1962 bajo la organización de la Federación Internacional de Balonmano (IHF) y la Federación Rumana de Balonmano.

## Equipos participantes
| Grupo A             | Grupo B   | Grupo C    |
| ------------------- | --------- | ---------- |
| Alemania Occidental | Dinamarca | Polonia    |
| Checoslovaquia      | Hungría   | Rumania    |
| Unión Soviética     | Japón     | Yugoslavia |

## Primera fase

### Grupo A
| Equipo              | J | G | E | P | G+ | G- | DG  | PTS |
| ------------------- | - | - | - | - | -- | -- | --- | --- |
| Checoslovaquia      | 2 | 1 | 1 | 0 | 23 | 12 | +11 | 3   |
| Unión Soviética     | 2 | 1 | 0 | 1 | 16 | 24 | -8  | 2   |
| Alemania Occidental | 2 | 0 | 1 | 1 | 15 | 18 | -3  | 1   |

### Grupo B
| Equipo    | J | G | E | P | G+ | G- | DG  | PTS |
| --------- | - | - | - | - | -- | -- | --- | --- |
| Dinamarca | 2 | 2 | 0 | 0 | 20 | 11 | +9  | 4   |
| Hungría   | 2 | 1 | 0 | 1 | 21 | 16 | +5  | 2   |
| Japón     | 2 | 0 | 0 | 2 | 15 | 29 | -14 | 0   |

### Grupo C
| Equipo     | J | G | E | P | G+ | G- | DG | PTS |
| ---------- | - | - | - | - | -- | -- | -- | --- |
| Rumania    | 2 | 1 | 1 | 0 | 12 | 7  | +5 | 3   |
| Yugoslavia | 2 | 1 | 1 | 0 | 8  | 5  | +3 | 3   |
| Polonia    | 2 | 0 | 0 | 2 | 6  | 14 | -8 | 0   |

## Segunda fase

### Grupo I
| Equipo         | J | G | E | P | G+ | G- | DG | PTS |
| -------------- | - | - | - | - | -- | -- | -- | --- |
| Rumania        | 2 | 2 | 0 | 0 | 16 | 10 | +6 | 4   |
| Checoslovaquia | 2 | 1 | 0 | 1 | 9  | 12 | -3 | 2   |
| Hungría        | 2 | 0 | 0 | 1 | 12 | 15 | -3 | 0   |

### Grupo II
| Equipo          | J | G | E | P | G+ | G- | DG  | PTS |
| --------------- | - | - | - | - | -- | -- | --- | --- |
| Dinamarca       | 2 | 2 | 0 | 0 | 17 | 9  | +8  | 4   |
| Yugoslavia      | 2 | 1 | 0 | 1 | 15 | 12 | +3  | 2   |
| Unión Soviética | 2 | 0 | 0 | 2 | 9  | 20 | -11 | 0   |

## Fase final

### 5º / 6º puesto
| Partido | Partido | Partido         | Resultado |
| ------- | ------- | --------------- | --------- |
| Hungría | -       | Unión Soviética | 12 - 10   |

### 3º / 4º puesto
| Partido        | Partido | Partido    | Resultado |
| -------------- | ------- | ---------- | --------- |
| Checoslovaquia | -       | Yugoslavia | 6 - 5     |

### Final
| Partido | Partido | Partido   | Resultado |
| ------- | ------- | --------- | --------- |
| Rumania | -       | Dinamarca | 8 - 5     |

## Medallero
|         |           |                |
| Rumania | Dinamarca | Checoslovaquia |

## Estadísticas

### Clasificación general
| 1. Rumania             |
| 2. Dinamarca           |
| 3. Checoslovaquia      |
| 4. Yugoslavia          |
| 5. Hungría             |
| 6. Unión Soviética     |
| 7. Polonia             |
| 8. Alemania Occidental |
| 9. Japón               |